# Carl Bergmann
Carl George Lucas Christian Bergmann (18 tháng 5 năm 1814 – 30 tháng 4 năm 1865) là một nhà giải phẫu học, nhà sinh lý học và nhà sinh vật học người Đức, tác giả của quy tắc Bergmann.

## Tiểu sử
Năm 1838, Bergmann nhận bằng tiến sĩ y khoa ở Đại học Göttingen, và sau này, phục vụ như Obermedicinalrath, đồng thời như một giáo sư giải phẫu và sinh lý học tại Đại học Rostock. Từ năm 1839 đến 1862, ông xuất bản một loạt các bài báo về giải phẫu so sánh trong cuốn Archiv für Anatomie, Physiologie und wissenschaftliche Medicin của Johannes Peter Müller.
Bergmann lấy bằng HDR tại Đại học Göttingen và trở thành phó giáo sư vào năm 1843. Từ tháng 10 năm 1852 ông là một giáo sư, và là một thành viên của Ủy ban Y tế Rostock. Năm 1861, ông được bổ nhiệm Obermedicinalrath. Ông qua đời ở Geneva, vào ngày 30 tháng 4 năm 1865 sau khi trở về từ Menton, nơi ông nghỉ ngơi cả mùa đông vì vấn đề sức khỏe.

## Ấn phẩm
- Bergmann, C. (1846). Lehrbuch der Medicina Forensis für Juristen. Friedrich Vieweg und Sohn, Braunschweig
- Bergmann, C. (1848). Über die Verhältnisse der Wärmeökonomie der Thiere zu ihrer Grösse. Vandenhoeck und Ruprecht, Göttingen.
- Bergmann, C. and R. Leuckart (1855). Anatomisch-physiologische Uebersicht des Thierreichs. Vergleichende Anatomie und Physiologie. J. B. Müller, Stuttgart.